# Dietmar Grieser
Dietmar Grieser (* 9. března 1934 Hannover) je rakouský spisovatel literatury faktu, novinář, autor příspěvků do rozhlasu a televize.
Od roku 1957 žije ve Vídni.

## Dílo
- Der Onkel aus Preßburg (slovensky Strýko z Bratislavy : po rakúskych stopách na Slovensku, Bratislava : Kalligram, 2010, ISBN 978-80-8101-360-7)
- Die guten Geister
- Dietmar Grieser für Kenner
- Die böhmische Großmutter/Reisen in ein fernes nahes Land (česky Česká babička, aneb, Cizinec je našinec, překlad Robert Novotný, Praha : Argo, 2011, ISBN 978-80-257-0486-8)
- Verborgener Ruhm/Österreichs heimliche Genies
- Das späte Glück
- Weltreise durch Wien
- Sie haben wirklich gelebt
- Heimat bist du großer Namen/Österreicher in aller Welt
- Eine Liebe in Wien (také jako audiokniha)
- Wien – Wahlheimat der Genies
- Nachsommertraum
- Schauplätze der Literatur
- Im Tiergarten der Weltliteratur
- Die kleinen Helden (nověji pod názvem Pinocchio, Pumuckl und Peter Pan)
- Alle Wege führen nach Wien
- Kein Bett wie jedes andere/Möbel, die Geschichte machten
- In deinem Sinne
- Wiener Adressen
- Große historische Straßen
- Im Rosengarten (podle námětu Sabriny Faschingové)
- Von Zweibrücken in die Welt, ISBN 3-00-010337-6
- Die Leiden der alten Wörter, ISBN 3-900678-36-7
- Alle meine Frauen, ISBN 3-7017-1446-0
- Der erste Walzer und andere Sensationen von anno dazumal, ISBN 3-85002-606-X

## Ocenění
Mj. je nositelem Eichendorffovy ceny (1987) a ocenění Artis Bohemiae Amicis (2013).